# La puta y la ballena
La puta y la ballena è un film del 2004 diretto da Luis Puenzo.